# Mount Saint Helens
Mount Saint Helens är en vulkan i Skamania County i delstaten Washington i USA. Vulkanens topp ligger för närvarande på 2 549 meters höjd.

## Utbrott

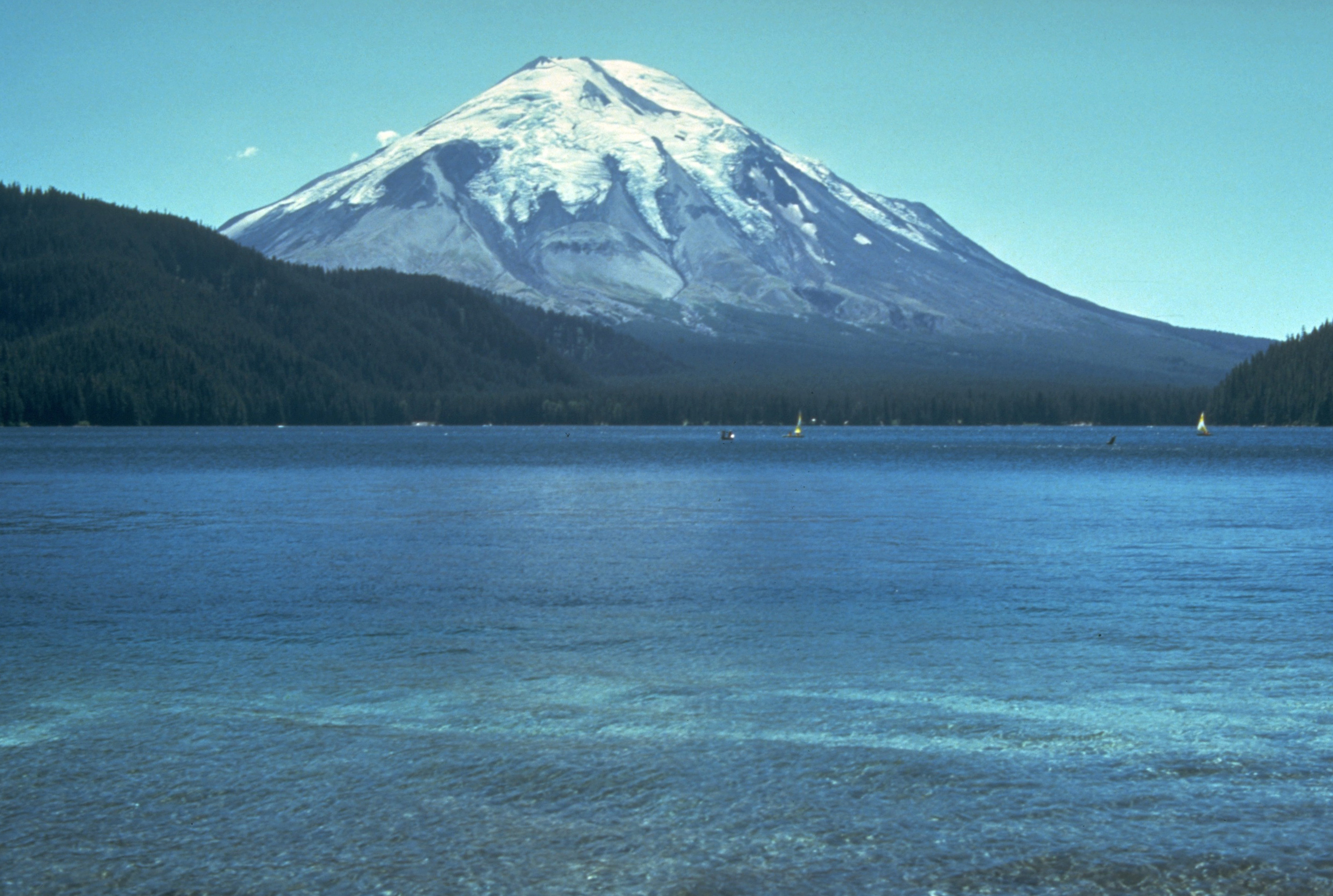
Mount Saint Helens innan det stora utbrottet 1980

I slutet av mars 1980 registrerades ett antal jordskalv inne i Mount St. Helens i State of Washington, vilket tydde på  att vulkanen höll på att vakna upp efter att ha varit vilande i 123 år. De ständigt pågående skalven uppmättes till 4 på Richterskalan. Geologerna konstaterade att ett stort tryck byggdes upp inne i den vackra koniska vulkanen, vilket märktes genom att en fullt synbar utbuktning gav sig till känna på den norra sidan av berget. Ett stort säkerhetsområde utrymdes runt vulkanen i början av maj. Den 18 maj 1980 exploderade vulkanen. Den blev ungefär 150 meter lägre när den ena sidan av vulkanen störtade samman. När sen trycket minskade inträffade två explosioner samtidigt som bildade en väldig tryckvåg. Tryckvågen skövlade skog inom 25 kilometers radie från kratern. Den 5 oktober 2004 blev vulkanen aktiv igen, en aktivitet som bekräftades avslutad den 10 juli 2008 efter en rad mindre utbrott.